# Poema de Amor
Poema de Amor è un album della cantante brasiliana Elis Regina, pubblicato nel 1962 dalla Continental (LP PPL 12.009).

## Il disco
Poema de Amor fu il secondo album realizzato da Elis Regina per la Continental di San Paolo dopo Viva a Brotolândia pubblicato l'anno precedente.
Il disco fu inciso per metà a Rio de Janeiro e per metà a San Paolo sotto la supervisione musicale di tre diversi direttori e arrangiatori, Renato de Oliveira, per le sessioni di San Paolo e Severino Araújo e Guerra Peixe, per le sessioni di Rio. Elis viveva, all'epoca, ancora con la famiglia a Porto Alegre. Solo più tardi si sarebbe trasferita con il padre nella capitale carioca.
Il repertorio era ancora costituito da pezzi leggeri, rivolti a un pubblico di adolescenti, con poche concessioni al samba e alla musica più tipicamente brasiliana. Ancora più che nel precedente, i brani furono scelti per evidenziare le caratteristiche della giovanissima gaucha, secondo una formula che sarebbe durata fino al 1965, l'anno in cui Elis sarebbe diventata una delle più popolari cantanti del suo paese: ballate romantiche, ritmi caraibici, boleros e cover di canzoni straniere cantate in portoghese. La voce di Elis, definita nelle note di copertina come «il più importante nome femminile delle pampas», appare maturata dopo un anno, più profonda nonostante la giovanissima età.
Poropó pó pó, pubblicata lo stesso anno su 78 giri insieme a Nos Teus Lábios, è un vivace samba composto da João Roberto Kelly, Dá-me um Beijo è una reinterpretazione di Kiss Me, Kiss Me di Armando Trovajoli, Vou Comprar um Coração è un altro samba leggero del compositore nordestino Paulo Tito, Meu Pequeno Mundo de Ilusão è una reinterpretazione di My Little Corner of the World portata al successo nel 1960 dall'allora "reginetta" Anita Bryant.
Canção de Enganar Despedida è una composizione del chitarrista Waltel Branco, collaboratore di João Gilberto: pur non essendo ritmicamente una bossa nova, la canzone fu la prima vera incursione di Elis Regina nelle atmosfere del nuovo genere. Pizzicati Pizzicato è invece un vecchio successo del francese Marcel Amont.
Completa l'album una versione in portoghese di Las Secretárias di Pepe Luiz, uno dei brani che aveva dato popolarità al cha-cha-chá cubano.
Questo disco, come il successivo inciso per la Columbia Records nel 1963, è attribuito a Ellis Regina, con due "L". Non è dato sapere se si trattò di una scelta o di un errore.
L'album fu ripubblicato nel 1982 (e poi su CD nel 1994) in un doppio contenente anche il primo disco della cantante, Viva a Brotolândia, sotto il titolo Dose Dupla: Nasce uma Estrela, e quindi nel 2006 su CD-Audio dalla Som Livre (storica etichetta poi confluita nel Gruppo Globo) e dalla Warner Music all'interno della serie di dischi rimasterizzati digitalmente Primeiros Anos.

## Tracce
1. Poema - (Fernando Dias) - 3:11
2. Poropó pó pó - (João Roberto Kelly) - 1:54
3. Dá-me um Beijo (Kiss Me, Kiss Me) - (Carol Danell, Armando Trovajoli, Romeo Nunes) - 3:19
4. Nos Teus Lábios - (Haroldo Eiras, Ataliba Santos) - 2:23
5. Vou Comprar um Coração - (Paulo Tito, Romeo Nunes) - 1:47
6. Meu Pequeno Mundo de Ilusão (My Little Corner of the World) - (Bob Hillard, Lee Pockriss, José Mauro Pires) - 2:30
7. As Secretárias (Las secretárias) - (Pepe Luiz, Martha de Almeida) - 2:47
8. Saudade é Recordar - (Renan França, Verinha Falcão) - 2:54
9. Pizzicati Pizzicato - (Emile Stern, Eddy Marnay, Fred Jorge) - 3:08
10. Canção de Enganar Despedida - (Waltel Branco, Joluz) - 3:22
11. Confissão - (Umberto Silva, Paulo Aguiar, Luiz Mergulhão) - 1:58
12. Podes Voltar - (Othon Russo, Nazareno de Brito) - 3:25

## Formazione
- Elis Regina - voce
- Renato de Oliveira - arrangiamento e direzione (tracce da 1 a 6)
- Severino Araújo, Guerra Peixe - arrangiamento e direzione (tracce da 7 a 12)